# 門田修
門田 修（もんでん おさむ、1947年8月25日- ）は、日本のフォトジャーナリスト、映像作家。

## 略歴
山口県出身。木造帆船で海を航行するなど世界各地を旅行し写真・映像などに記録。有限会社海工房代表取締役。
映像番組を演出。2010年大同生命地域研究特別賞を受賞した（「多元的メディアを通じた海域世界における地域研究の確立による貢献」に対して）。

## 著書
- 『木造帆船ダウ シンドバッドの末えいたち』写真と文 グラフ社 (カラーアルバム) 1979
- 『海のラクダ 木造帆船ダウ同乗記』1980 中公新書　のち文庫
- 『サハラの岩面画 タッシリ・ナジェールの彩画と刻画 写真集』木村重信[文],門田写真 日本テレビ放送網 1983
- 『漂海民 月とナマコと珊瑚礁 フィリピン』河出書房新社 1986
- 『海賊のこころ スールー海賊訪問記』筑摩書房 1990
- 『南の島へいこうよ』筑摩書房 ちくまプリマーブックス 1991
- 『ベンガルトラの森へ バングラデシュ旅ものがたり』出雲公三絵 理論社 1995
- 『海が見えるアジア』めこん 1996
- 『漂海民 月とナマコと珊瑚礁』河出書房新社 1997

## 演出作品
- 『神秘のイワナを求めて＝植野稔の釣りにかけた20年～』（1987年）
- 『森と海と人との約束』（1997年NHK「素晴らしき地球の旅」）
- 『大航海～ヴァスコ・ダ・ガマの道～』（1999年）
- 『ニジェール川・共生の大地 』（2000年「素敵な宇宙船地球号」）
- 『海から見えるアジア～アンダマン海の漂海民』（2001年「素敵な宇宙船地球号」）
- 『アラビアの真珠』（2005年「素敵な宇宙船地球号」）
- 『生きている森の橋』（2005年「素敵な宇宙船地球号」）
- 『トビウオ海道を往く～赤道直下から日本 5000キロ』(2008年 NHK「ハイビジョン特集」)
- 『空飛ぶ魚を追って』(2008年 NHK「プレミアム10」)、他。